# Melitaea deletasicca
Melitaea deletasicca är en fjärilsart som beskrevs av Ruggero Verity 1950. Melitaea deletasicca ingår i släktet Melitaea och familjen praktfjärilar. Inga underarter finns listade i Catalogue of Life.